# Sam Bailey
Sam Bailey es una cantante británica conocida por haber ganado la décima edición de The X Factor (Reino Unido). 
Su primer sencillo "Skyscraper" fue publicado el 16 de diciembre de 2013. consiguiendo ser Número Uno en Navidad el 22 de diciembre de 2013, convirtiéndose en la primera ganadora de The X Factor UK en conseguirlo en tres años.
En febrero de 2014, la artista apoyó a Beyoncé Knowles en el paso por el Reino Unido de The Mrs. Carter Show World Tour.
En 2016 participó en el tour del musical "Chicago" y lanzó, en agosto, el primer sencillo "Sing My Heart Out" de su segundo álbum de estudio del mismo nombre.

## Carrera
Tras haber actuado en diferentes espacios (cruceros comerciales, etc.) decidió presentarse a The X Factor (Reino Unido), donde se proclamó ganadora en el mes de diciembre. Inmediatamente se lanzó su sencillo "Skyscraper" cuyos beneficios van destinados a dos organizaciones de caridad.
Posteriormente lanzó "Compass". Su primer disco, "The Power of Love" incluye dos duetos, uno con Nicole Scherzinger y otro con Michael Bolton.
El disco fue reeditado en diciembre de 2014 como The Power of Love (The Gift Edition)', incluyendo cinco nuevas canciones (tres de ellas de Navidad) y con nuevos arreglos en el tema original "Treasure". Este lanzamiento fue seguido de su primer tour en solitario entre enero y febrero de 2015.
En el año 2016 encaró a Mamma Morton en el tour por el Reino Unido del musical Chicago junto con los actores John Partridge y Hayley Tamaddon.
Durante el verano de ese año anunció la grabación del vídeo y el lanzamiento del primer sencillo de su nuevo álbum "Sing my heart out".
Su segundo álbum ha sido autofinanciado por ella y producido entre el Estados Unidos y Reino Unido.
En 2017 comienza su gira "Sing My Heart Out" por todo el Reino Unido, tras la cual participará en varios musicales como "Fat Friends" y "Vampires Rock"
A finales de 2018 lanza su nuevo sencillo "Bleed Red" y continúa con una gira exitosa de pequeños conciertos por el Reino Unido.

## Discografía

### Álbumes
| Título            | Detalles                                                                                    |
| ----------------- | ------------------------------------------------------------------------------------------- |
| The Power of Love | - Publicación: 24 de marzo de 2014 - Sello: Syco, Sony - Formato: CD, descarga digital      |
| Sing my heart out | - Publicación: 16 de septiembre de 2016 - Sello: Tiger Drum - Formato: CD, descarga digital |

### Sencillos
| Año  | Título              | Posición | Posición | Posición | Certificación | Álbum             |
| Año  | Título              | R.U.     | IRL      | ESC      | Certificación | Álbum             |
| ---- | ------------------- | -------- | -------- | -------- | ------------- | ----------------- |
| 2013 | «Skyscraper»        | 1        | 1        | 1        | - R.U.: Plata | The Power of Love |
| 2014 | «Compass»           |          |          |          |               | The Power of Love |
| 2016 | «Sing my heart out» |          |          |          |               | Sing my heart out |
| 2018 | «Bleed Red»         |          |          |          |               | Bleed Red         |

## Videoclips
- Skyscraper (2013)
- Sing my heart out (2016)

## Tours
- Apoyo en el paso por el Reino Unido de The Mrs. Carter Show World Tour de Beyoncé (2014)
- The X Factor Live Tour (2014)
- Sing my heart out (2017)

## Premios
- Ganadora de la 10 Edición de The X Factor (Reino Unido) (2013)

## Musicales
- Chicago (2016)
- Fat Friends
- Vampires Rock (2019)